# Federazione cestistica del Laos
La Federazione cestistica del Laos è l'ente che controlla e organizza la pallacanestro in Laos.
La federazione controlla inoltre la nazionale di pallacanestro del Laos. Ha sede a Vientiane e l'attuale presidente è Alongkone Phengsavanh.
È affiliata alla FIBA dal 1965 e organizza il campionato di pallacanestro del Laos.